# Гаосюн
Гаосюн (高雄 Gāoxióng) е град в Югозападен Тайван. Има 2 769 072 жители (2010 г.), което го прави 3-ти по население в страната.
Има най-голямото пристанище и е най-големият тежкопромишлен център на Тайван. Площта му е 2946,2527 кв. км. Намира се на 9 м н.в. в часова зона UTC+8. Разделен е на 38 района. Разполага с международно летище, второто по големина в Тайван.
На 25 декември 2010 г. градът се слива с едноименния окръг, образувайки по-голяма община.